# Mask Singer: Adivina quién canta
Mask Singer: Adivina quién canta („Maskensänger: Rate mal, wer singt“) ist eine spanische Musikshow der Produktionsfirmen Fremantle und Astresmedia. Sie ist eine Adaption des südkoreanischen Formats King of Mask Singer.
Moderiert wird Mask Singer: Adivina quién canta vom spanischen Komiker und Schauspieler Arturo Valls. Sie feierte am 4. November 2020 ihre Premiere auf Antena 3. Ab dem 24. Mai 2021 wurde auf dem Sender die zweite Staffel ausgestrahlt.

## Format
In jeder Show treten in Ganzkörperkostümen Prominente wie Sänger, Schauspieler oder Sportler mit einem selbst ausgewählten Lied in einem Gesangswettstreit gegeneinander an. Vor dem Auftritt wird über jeden der Kostümierten ein kurzes Video gezeigt, in dem versteckte Indizien zu der Identität enthalten sind. Die Stimmen der Prominenten sind außerhalb des Singens zur Unkenntlichkeit verzerrt.
In der ersten Staffel wurden die zwölf Kandidaten zunächst in zwei Gruppen aufgeteilt. In den ersten Folgen sangen die schlechtesten in mehreren Duellen beziehungsweise einem Triell gegeneinander, wobei jeweils ein Teilnehmer anschließend ausschied. Ab der fünften Folge sangen alle Kandidaten in Duellen gegeneinander, wobei die Person mit den wenigsten Stimmen demaskiert wurde. Im Halbfinale schieden zwei Teilnehmer aus, im Finale traten die vier Finalisten in insgesamt drei Durchgängen gegeneinander an.
In der zweiten Staffel wurden bei den ersten paar Folgen die Regeln der ersten Staffel beibehalten. Allerdings gab es ab der vierten Episode eine Änderung: Im ersten Durchgang schied der Kandidat mit den wenigsten Stimmen aus, während die restlichen erneut singen mussten. Danach schied ebenfalls ein Teilnehmer aus.

## Staffel 1 (2020)
Die erste Staffel wurde vom 4. November bis zum 23. Dezember 2020 auf Antena 3 ausgestrahlt. Eigentlich sollte die Opernsängerin Ainhoa Arteta im Rateteam sitzen, kündigte allerdings aufgrund mehrmaliger Verschiebungen des Drehbeginns wegen der COVID-19-Pandemie und wurde durch die Sängerin Malú ersetzt. Diese wiederum musste wegen einer Verletzung in der fünften Episode von ihrer Kollegin Vanesa Martín vertreten werden. In der dritten Folge absolvierte die Journalistin Mónica Carrillo als Mariquita, in der vierten Episode die Moderatorin Cristina Pedroche als Robot einen Gesangs-Gastauftritt im Kostüm.

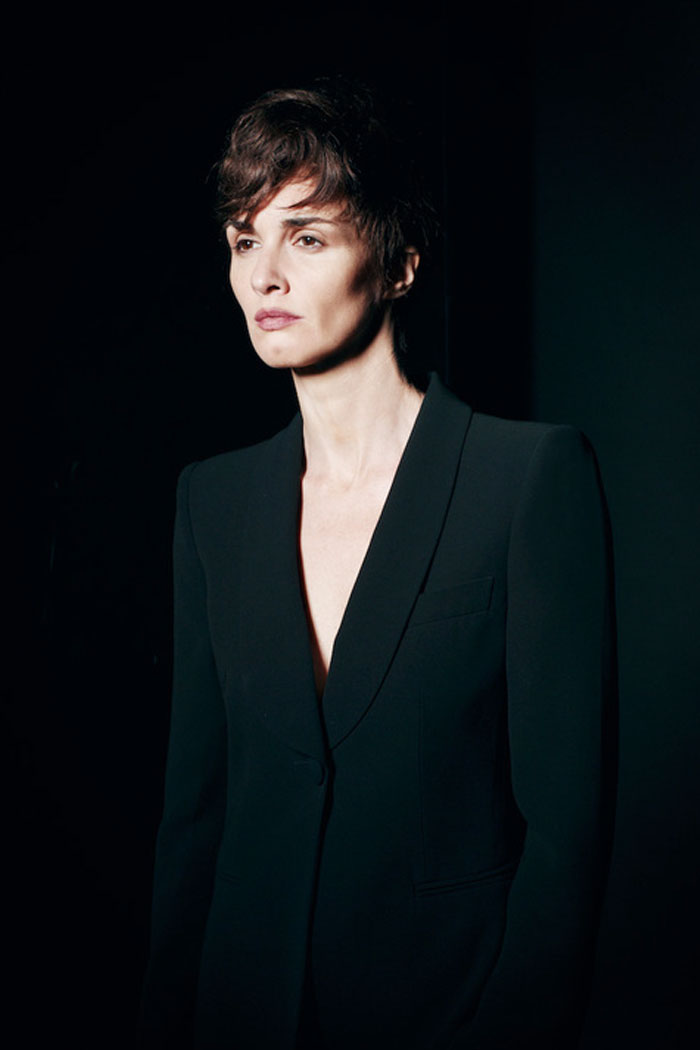
Paz Vega, Gewinnerin der ersten Staffel

Die Kandidaten Paz Vega und Al Bano waren vor ihrer Teilnahme bereits in anderen Versionen von King of Mask Singer zu sehen. Vega fungierte in der mexikanischen Version ¿Quién es la máscara? als Gastjurorin, während Bano in der italienischen Adaption Il cantante mascherato den zweiten Platz erreichte.

### Jury

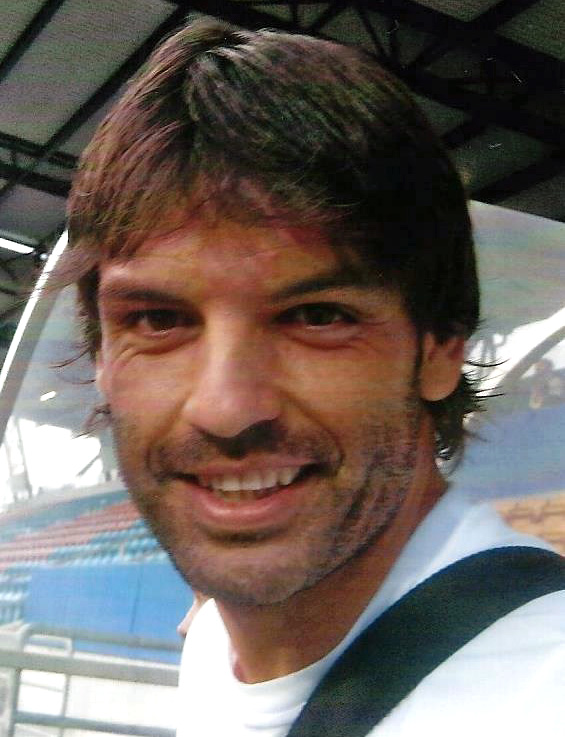
Fernando Morientes, Sieger der dritten Staffel

| Folge | Ständige Juroren | Ständige Juroren | Ständige Juroren | Ständige Juroren | Gast          |
| ----- | ---------------- | ---------------- | ---------------- | ---------------- | ------------- |
| 1     | Javier Calvo     | Javier Ambrossi  | Malú             | José Mota        | —             |
| 2     | Javier Calvo     | Javier Ambrossi  | Malú             | José Mota        | —             |
| 3     | Javier Calvo     | Javier Ambrossi  | Malú             | José Mota        | —             |
| 4     | Javier Calvo     | Javier Ambrossi  | Malú             | José Mota        | —             |
| 5     | Javier Calvo     | Javier Ambrossi  | —                | José Mota        | Vanesa Martín |
| 6     | Javier Calvo     | Javier Ambrossi  | Malú             | José Mota        | Eva González  |
| 7     | Javier Calvo     | Javier Ambrossi  | Malú             | José Mota        | —             |
| 8     | Javier Calvo     | Javier Ambrossi  | Malú             | José Mota        | —             |

### Teilnehmer
| Platz | Kostüm                | Person             | Bekannt als                        | Aus in Folge | Quelle |
| ----- | --------------------- | ------------------ | ---------------------------------- | ------------ | ------ |
| 1     | Catrina               | Paz Vega           | Schauspielerin                     | 8            | [ 10 ] |
| 2     | Caniche (Pudel)       | Genoveva Casanova  | Aristokratin                       | 8            | [ 10 ] |
| 3     | Camaleón (Chamäleon)  | Toni Cantó         | Politiker, Schauspieler            | 8            | [ 10 ] |
| 4     | Cuervo (Krähe)        | Jorge Lorenzo      | Motorradrennfahrer                 | 8            | [ 10 ] |
| 5     | Girasol (Sonnenblume) | Al Bano            | Sänger                             | 7            | [ 11 ] |
| 6     | Pavo Real (Pfau)      | Pastora Soler      | Sängerin                           | 7            | [ 12 ] |
| 7     | Cerdita (Schweinchen) | Terelu Campos      | Moderatorin                        | 6            | [ 13 ] |
| 8     | Monstruo (Monster)    | Fernando Tejero    | Schauspieler                       | 5            | [ 14 ] |
| 9     | Gamba (Garnele)       | Màxim Huerta       | Moderator                          | 4            | [ 15 ] |
| 10    | Unicornio (Einhorn)   | Norma Duval        | Schauspielerin, Varieté-Künstlerin | 3            | [ 16 ] |
| 11    | Pulpo (Oktopus)       | Pepe Navarro       | Journalist, Moderator              | 2            | [ 17 ] |
| 12    | Léon (Löwe)           | Georgina Rodríguez | Influencerin, Model                | 1            | [ 18 ] |

### Folgen
|                   | Kostüm      | Lied, Originalinterpret                  | Ergebnis      |
| ----------------- | ----------- | ---------------------------------------- | ------------- |
| 1                 | Monster     | Con Calma – Daddy Yankee feat. Snow      | Vielleicht    |
| 2                 | Catrina     | La Llorona – Chavela Vargas              | Gewonnen      |
|                   |             |                                          |               |
| 3                 | Pfau        | Simply the Best – Tina Turner            | Gewonnen      |
| 4                 | Löwe        | Si por mí fuera – Beret                  | Vielleicht    |
|                   |             |                                          |               |
| 5                 | Sonnenblume | Circle of Life – Elton John              | Gewonnen      |
| 6                 | Einhorn     | El Anillo – Jennifer Lopez               | Vielleicht    |
| Zweiter Durchgang |             |                                          |               |
| 1                 | Monster     | Hay un amigo en mí – Tony Cruz           | Gewonnen      |
| 2                 | Löwe        | No Controles – Olé Olé                   | Ausgeschieden |
| 3                 | Einhorn     | ¿A quién le importa? – Alaska y Dinarama | Gewonnen      |

|                   | Kostüm      | Lied, Originalinterpret                                    | Ergebnis      |
| ----------------- | ----------- | ---------------------------------------------------------- | ------------- |
| 1                 | Pudel       | Mamma Mia – ABBA                                           | Vielleicht    |
| 2                 | Chamäleon   | Caruso – Lucio Dalla                                       | Gewonnen      |
|                   |             |                                                            |               |
| 3                 | Krähe       | Morado – J Balvin                                          | Gewonnen      |
| 4                 | Oktopus     | Cinco Sentidos – Dvicio & Taburete                         | Vielleicht    |
|                   |             |                                                            |               |
| 5                 | Schweinchen | Lola Bunny – Lola Índigo & Don Patricio                    | Gewonnen      |
| 6                 | Garnele     | I Love It – Icona Pop feat. Charli XCX                     | Vielleicht    |
| Zweiter Durchgang |             |                                                            |               |
| 1                 | Pudel       | Don’t Cha – The Pussycat Dolls feat. Busta Rhymes          | Gewonnen      |
| 2                 | Oktopus     | Mi gran noche – Raphael                                    | Ausgeschieden |
| 3                 | Garnele     | Nel blu dipinto di blu – Domenico Modugno & Johnny Dorelli | Gewonnen      |

|                   | Kostüm      | Lied, Originalinterpret                                   | Ergebnis      |
| ----------------- | ----------- | --------------------------------------------------------- | ------------- |
| 1                 | Pfau        | Con Altura – Rosalía & J Balvin feat. El Guincho          | Gewonnen      |
| 2                 | Monster     | Everybody (Backstreet’s Back) – Backstreet Boys           | Gewonnen      |
| 3                 | Einhorn     | Believe – Cher                                            | Vielleicht    |
|                   |             |                                                           |               |
| 4                 | Marienkäfer | Someone like You – Adele                                  | —             |
|                   |             |                                                           |               |
| 5                 | Catrina     | Taki Taki – DJ Snake feat. Selena Gomez & Ozuna & Cardi B | Vielleicht    |
| 6                 | Sonnenblume | My Way – Hervé Vilard                                     | Gewonnen      |
| Zweiter Durchgang |             |                                                           |               |
| 7                 | Catrina     | Proud Mary – Creedence Clearwater Revival                 | Gewonnen      |
| 8                 | Einhorn     | Poker Face – Lady Gaga                                    | Ausgeschieden |

|                   | Kostüm      | Lied, Originalinterpret                  | Ergebnis      |
| ----------------- | ----------- | ---------------------------------------- | ------------- |
| 1                 | Krähe       | Walk of Life – Dire Straits              | Gewonnen      |
| 2                 | Schweinchen | Cadillac solitario – Loquillo            | Vielleicht    |
| 3                 | Chamäleon   | Shotgun – George Ezra                    | Gewonnen      |
|                   |             |                                          |               |
| 4                 | Roboter     | Superstar – Jamelia                      | —             |
|                   |             |                                          |               |
| 5                 | Garnele     | Vente Pa’ Ca – Ricky Martin feat. Maluma | Vielleicht    |
| 6                 | Pudel       | No Me Acuerdo – Thalía & Natti Natasha   | Gewonnen      |
| Zweiter Durchgang |             |                                          |               |
| 7                 | Schweinchen | Antes muerta que sencilla – María Isabel | Gewonnen      |
| 8                 | Garnele     | Calma – Pedro Capó                       | Ausgeschieden |

|   | Kostüm      | Lied, Originalinterpret                                 | Ergebnis      |
| - | ----------- | ------------------------------------------------------- | ------------- |
| 1 | Sonnenblume | (I Can’t Get No) Satisfaction – The Rolling Stones      | Vielleicht    |
| 2 | Pfau        | What About Us? – Pink                                   | Gewonnen      |
|   |             |                                                         |               |
| 3 | Chamäleon   | Salta!!! – Tequila                                      | Gewonnen      |
| 4 | Catrina     | Man! I Feel Like a Woman! – Shania Twain                | Vielleicht    |
|   |             |                                                         |               |
| 5 | Krähe       | Me olvidé de vivir – Julio Iglesias                     | Gewonnen      |
| 6 | Pudel       | Like a Prayer – Madonna                                 | Vielleicht    |
|   |             |                                                         |               |
| 7 | Schweinchen | 1, 2, 3 – Sofía Reyes feat. Jason Derulo & De La Ghetto | Gewonnen      |
| 8 | Monster     | Relax, Take It Easy – Mika                              | Ausgeschieden |

|   | Kostüm      | Lied, Originalinterpret                            | Ergebnis      |
| - | ----------- | -------------------------------------------------- | ------------- |
| 1 | Pudel       | Firework – Katy Perry                              | Gewonnen      |
| 2 | Schweinchen | ¡Chas! y aparezco a tu lado – Álex & Christina     | Ausgeschieden |
|   |             |                                                    |               |
| 3 | Krähe       | Besos – El Canto del Loco                          | Vielleicht    |
| 4 | Pfau        | Always – Bon Jovi                                  | Gewonnen      |
|   |             |                                                    |               |
| 5 | Sonnenblume | Despacito – Luis Fonsi feat. Daddy Yankee          | Vielleicht    |
| 6 | Catrina     | Bang Bang – Jessie J & Ariana Grande & Nicki Minaj | Gewonnen      |
| 7 | Chamäleon   | Como yo te amo – Rocío Jurado                      | Gewonnen      |

|   | Kostüm      | Lied, Originalinterpret                   | Ergebnis      |
| - | ----------- | ----------------------------------------- | ------------- |
| 1 | Chamäleon   | Blinding Lights – The Weeknd              | Gewonnen      |
| 2 | Catrina     | Rabiosa – Shakira feat. El Cata & Pitbull | Gewonnen      |
| 3 | Pfau        | Physical – Dua Lipa                       | Ausgeschieden |
|   |             |                                           |               |
| 4 | Pudel       | Sweet Child o’ Mine – Guns n’ Roses       | Gewonnen      |
| 5 | Krähe       | Eso que tú me das – Jarabe de Palo        | Gewonnen      |
| 6 | Sonnenblume | The Show Must Go On – Queen               | Ausgeschieden |

|                   | Kostüm    | Lied, Originalinterpret                  | Ergebnis      |
| ----------------- | --------- | ---------------------------------------- | ------------- |
| 1                 | Pudel     | Only Girl (In the World) – Rihanna       | Gewonnen      |
| 2                 | Krähe     | Più bella cosa – Eros Ramazzotti         | Ausgeschieden |
| 3                 | Chamäleon | Cake by the Ocean – DNCE                 | Gewonnen      |
| 4                 | Catrina   | Todos Me Miran – Gloria Trevi            | Gewonnen      |
| Erster Durchgang  |           |                                          |               |
| 5                 | Catrina   | Mi Cama – Karol G & J Balvin             | Gewonnen      |
| 6                 | Pudel     | Havana – Camila Cabello feat. Young Thug | Gewonnen      |
| 7                 | Chamäleon | Feeling Good – Cy Grant                  | Dritter Platz |
| Zweiter Durchgang |           |                                          |               |
| 8                 | Pudel     | Oops!… I Did It Again – Britney Spears   | Zweiter Platz |
| 9                 | Catrina   | I Will Survive – Gloria Gaynor           | Gewinnerin    |

## Staffel 2 (2021)

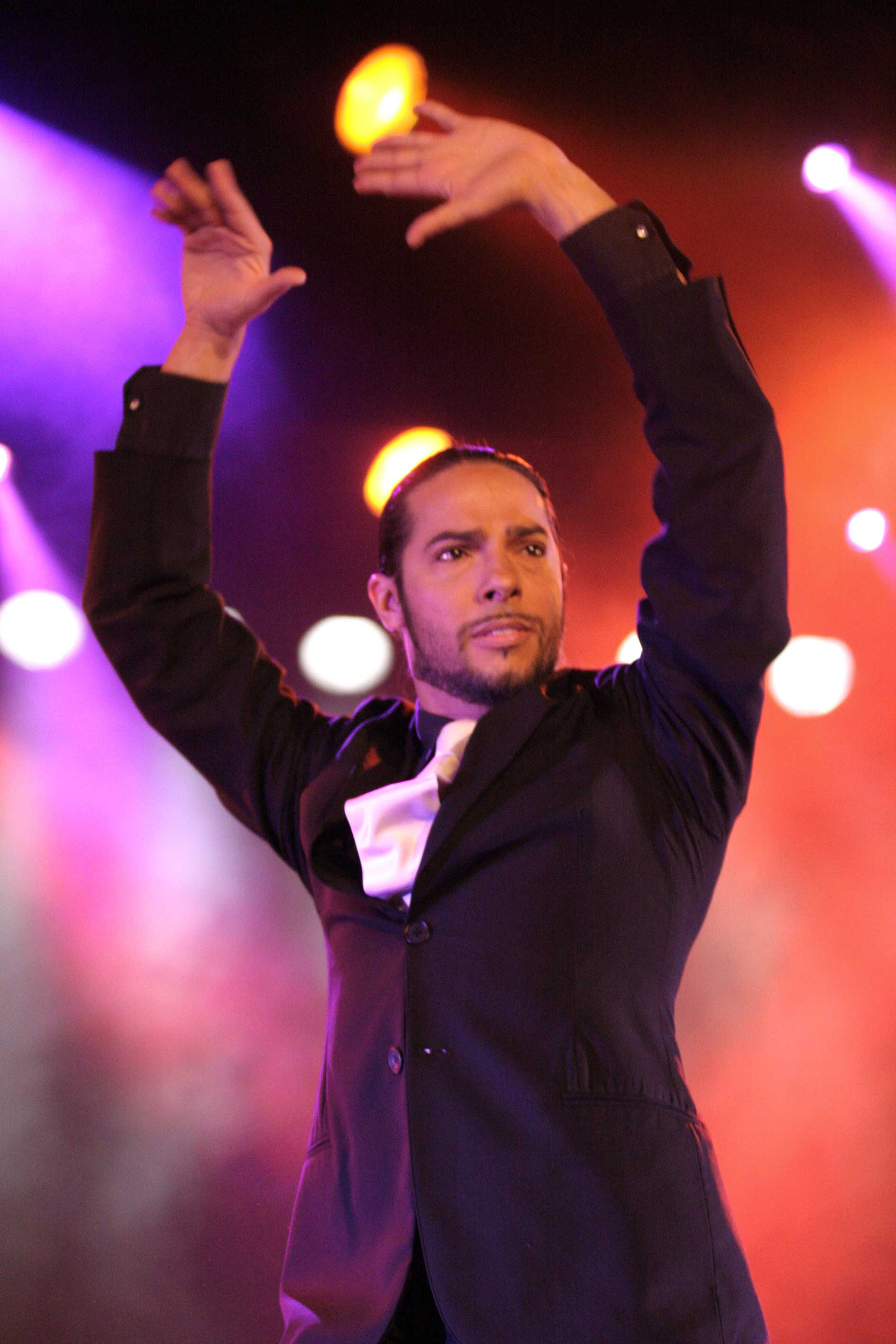
Joaquín Cortés, Sieger der zweiten Staffel

Die zweite Staffel wurde vom 24. Mai bis zum 29. Juli 2021 auf Antena 3 ausgestrahlt. Malú ist nicht mehr im Rateteam vertreten, ihren Platz nahm die Gewinnerin der ersten Staffel Paz Vega ein.
Die Kandidatinnen La Toya Jackson und Melanie B waren vor ihrer Teilnahme bereits in ausländischen Versionen von King of Mask Singer zu sehen. Jackson erreichte in der ersten Staffel der US-amerikanischen Version den sechsten Platz, während Brown in der zweiten Staffel der britischen Adaption den elften Platz belegte. In der siebten Folge absolvierte der Fußballer Pepe Reina als Pingüino, in der achten die Sängerin Ainhoa Arteta als Paella sowie im Finale die Influencerin Tamara Gorro als Dama Centella einen Gesangs-Gastauftritt im Kostüm.

### Jury
| Folge | Ständige Juroren | Ständige Juroren | Ständige Juroren | Ständige Juroren | Gastjuror   |
| ----- | ---------------- | ---------------- | ---------------- | ---------------- | ----------- |
| 1     | Javier Calvo     | Javier Ambrossi  | Paz Vega         | José Mota        | —           |
| 2     | Javier Calvo     | Javier Ambrossi  | Paz Vega         | José Mota        | —           |
| 3     | Javier Calvo     | Javier Ambrossi  | Paz Vega         | José Mota        | —           |
| 4     | Javier Calvo     | Javier Ambrossi  | Paz Vega         | José Mota        | Ana Obregón |
| 5     | Javier Calvo     | Javier Ambrossi  | Paz Vega         | José Mota        | Chenoa      |
| 6     | Javier Calvo     | Javier Ambrossi  | Paz Vega         | José Mota        | Nuria Roca  |
| 7     | Javier Calvo     | Javier Ambrossi  | Paz Vega         | José Mota        | —           |
| 8     | Javier Calvo     | Javier Ambrossi  | Paz Vega         | José Mota        | —           |
| 9     | Javier Calvo     | Javier Ambrossi  | Paz Vega         | José Mota        | —           |

### Teilnehmer
| Platz | Kostüm                   | Person               | Bekannt als                            | Aus in Folge | Quelle |
| ----- | ------------------------ | -------------------- | -------------------------------------- | ------------ | ------ |
| 1     | Erizo (Igel)             | Joaquín Cortés       | Tänzer                                 | 9            | [ 24 ] |
| 2     | Plátano (Banane)         | Willy Bárcenas       | Sänger                                 | 9            | [ 24 ] |
| 3     | Huevo (Ei)               | María Pombo          | Influencerin                           | 9            | [ 24 ] |
| 4     | Monstruita (Monsterchen) | Anne Igartiburu      | Moderatorin, Schauspielerin            | 9            | [ 24 ] |
| 5     | Cocodrilo (Krokodil)     | Bertín Osborne       | Moderator, Sänger                      | 8            | [ 23 ] |
| 6     | Dragona (Drache)         | María Zurita         | Geschäftsfrau                          | 7            | [ 22 ] |
| 7     | Flamenco (Flamingo)      | Mar Flores           | Schauspielerin                         | 6            | [ 25 ] |
| 8     | Perro (Hund)             | José Manuel Calderón | Basketballspieler                      | 6            | [ 25 ] |
| 9     | Medusa (Qualle)          | Melanie B            | Sängerin, Schauspielerin               | 5            | [ 26 ] |
| 10    | Rana (Frosch)            | Josep Pedrerol       | Moderator, Sportjournalist             | 5            | [ 26 ] |
| 11    | Cactus (Kaktus)          | Eva Hache            | Komikerin, Moderatorin, Schauspielerin | 4            | [ 27 ] |
| 12    | Ángel (Engel)            | Paloma San Basilio   | Musicaldarstellerin, Sängerin          | 4            | [ 27 ] |
| 13    | Mariposa (Schmetterling) | Esperanza Aguirre    | Politikerin                            | 3            | [ 28 ] |
| 14    | Gatita (Kätzchen)        | Isabel Preysler      | Journalistin, Model                    | 2            | [ 29 ] |
| 15    | Menina                   | La Toya Jackson      | Sängerin                               | 1            | [ 30 ] |

### Folgen
|                   | Kostüm    | Lied, Originalinterpret                                        | Ergebnis      |
| ----------------- | --------- | -------------------------------------------------------------- | ------------- |
| 1                 | Cocodrilo | Born in the U.S.A. – Bruce Springsteen                         | Gewonnen      |
| 2                 | Menina    | Lovefool – The Cardigans                                       | Vielleicht    |
| 3                 | Erizo     | Vivir mi vida – Cheb Khaled                                    | Gewonnen      |
|                   |           |                                                                |               |
| 4                 | Ángel     | Walking on Sunshine – Katrina and the Waves                    | Vielleicht    |
| 5                 | Cactus    | Tik Tok – Kesha                                                | Gewonnen      |
| Zweiter Durchgang |           |                                                                |               |
| 6                 | Menina    | Never Really Over – Katy Perry                                 | Ausgeschieden |
| 7                 | Ángel     | (I’ve Had) The Time of My Life – Bill Medley & Jennifer Warnes | Gewonnen      |

|                   | Kostüm  | Lied, Originalinterpret                   | Ergebnis      |
| ----------------- | ------- | ----------------------------------------- | ------------- |
| 1                 | Medusa  | You Gotta Be – Des’ree                    | Gewonnen      |
| 2                 | Dragona | Se Iluminaba – Ana Mena & Fred De Palma   | Vielleicht    |
| 3                 | Rana    | The Business – Tiësto                     | Gewonnen      |
|                   |         |                                           |               |
| 4                 | Huevo   | Tenía tanto que darte – Nena Daconte      | Gewonnen      |
| 5                 | Gatita  | Waterloo – ABBA                           | Vielleicht    |
| Zweiter Durchgang |         |                                           |               |
| 6                 | Dragona | Marta, Sebas, Guille y los demás – Amaral | Gewonnen      |
| 7                 | Gatita  | Last Dance – Donna Summer                 | Ausgeschieden |

|                   | Kostüm     | Lied, Originalinterpret                          | Ergebnis      |
| ----------------- | ---------- | ------------------------------------------------ | ------------- |
| 1                 | Flamenco   | Dramas y Comedias – Fangoria                     | Vielleicht    |
| 2                 | Perro      | Happy – Pharrell Williams                        | Gewonnen      |
| 3                 | Monstruita | Material Girl – Madonna                          | Gewonnen      |
|                   |            |                                                  |               |
| 4                 | Plátano    | Vida de Rico – Camilo                            | Gewonnen      |
| 5                 | Mariposa   | Ella, elle l’a – France Gall                     | Vielleicht    |
| Zweiter Durchgang |            |                                                  |               |
| 6                 | Flamenco   | Yo x Ti, Tu x Mi – Rosalía & Ozuna               | Gewonnen      |
| 7                 | Mariposa   | These Boots Are Made for Walkin’ – Nancy Sinatra | Ausgeschieden |

|                   | Kostüm                     | Lied, Originalinterpret                      | Ergebnis      |
| ----------------- | -------------------------- | -------------------------------------------- | ------------- |
|                   | Alle Teilnehmer der Gruppe | Can’t Stop the Feeling! – Justin Timberlake  | –             |
|                   |                            |                                              |               |
| 1                 | Ángel                      | Swish Swish – Katy Perry feat. Nicki Minaj   | Ausgeschieden |
| 2                 | Cactus                     | Quédate conmigo – Pastora Soler              | Gewonnen      |
| 3                 | Cocodrilo                  | Take You Dancing – Jason Derulo              | Gewonnen      |
| 4                 | Erizo                      | Hawái – Maluma                               | Gewonnen      |
| Zweiter Durchgang |                            |                                              |               |
| 5                 | Cactus                     | Price Tag – Jessie J feat. B.o.B             | Ausgeschieden |
| 6                 | Cocodrilo                  | My Sharona – The Knack                       | Gewonnen      |
| 7                 | Erizo                      | Quiero tener tu presencia – Seguridad Social | Gewonnen      |

|                   | Kostüm                     | Lied, Originalinterpret                | Ergebnis      |
| ----------------- | -------------------------- | -------------------------------------- | ------------- |
|                   | Alle Teilnehmer der Gruppe | Fiesta – Raffaella Carrà               | –             |
|                   |                            |                                        |               |
| 1                 | Dragona                    | Me colé en una fiesta – Mecano         | Gewonnen      |
| 2                 | Huevo                      | Kings & Queens – Ava Max               | Gewonnen      |
| 3                 | Rana                       | Solo – Ana Mena & Omar Montes & Maffio | Ausgeschieden |
| 4                 | Medusa                     | Waterfalls – TLC                       | Gewonnen      |
| Zweiter Durchgang |                            |                                        |               |
| 5                 | Medusa                     | Spice Up Your Life – Spice Girls       | Ausgeschieden |
| 6                 | Huevo                      | Say So – Doja Cat                      | Gewonnen      |
| 7                 | Dragona                    | Don’t Get Me Wrong – The Pretenders    | Gewonnen      |

|                   | Kostüm                     | Lied, Originalinterpret                                                      | Ergebnis      |
| ----------------- | -------------------------- | ---------------------------------------------------------------------------- | ------------- |
|                   | Alle Teilnehmer der Gruppe | Madre Tierra (Oye) – Chayanne                                                | –             |
|                   |                            |                                                                              |               |
| 1                 | Perro                      | Bailando – Enrique Iglesias feat. Sean Paul & Descemer Bueno & Gente de Zona | Ausgeschieden |
| 2                 | Flamenco                   | Sweet Dreams (Are Made of This) – Eurythmics                                 | Gewonnen      |
| 3                 | Plátano                    | Billie Jean – Michael Jackson                                                | Gewonnen      |
| 4                 | Monstruita                 | La Tirita – Belén Aguilera & Lola Índigo                                     | Gewonnen      |
| Zweiter Durchgang |                            |                                                                              |               |
| 5                 | Flamenco                   | Saturday Night – Whigfield                                                   | Ausgeschieden |
| 6                 | Plátano                    | That’s What I Like – Bruno Mars                                              | Gewonnen      |
| 7                 | Monstruita                 | Sonrisa – Ana Torroja                                                        | Gewonnen      |

|                   | Kostüm     | Lied, Originalinterpret                    | Ergebnis      |
| ----------------- | ---------- | ------------------------------------------ | ------------- |
| 1                 | Monstruita | Sin Pijama – Becky G & Natti Natasha       | Vielleicht    |
| 2                 | Erizo      | Wake Me Up – Avicii feat. Aloe Blacc       | Gewonnen      |
| 3                 | Huevo      | Nunca Volverá – El Sueño de Morfeo         | Gewonnen      |
|                   |            |                                            |               |
| 4                 | Pingüino   | Hola Mi Amor – Carlos del Junco            | —             |
|                   |            |                                            |               |
| 5                 | Cocodrilo  | Live While We’re Young – One Direction     | Gewonnen      |
| 6                 | Dragona    | Tu Foto Del DNI – Aitana & Marmi           | Vielleicht    |
| 7                 | Plátano    | Oh, Pretty Woman – Roy Orbison             | Gewonnen      |
| Zweiter Durchgang |            |                                            |               |
| 8                 | Monstruita | Rueda – Chimbala, Omar Montes & Juan Magán | Gewonnen      |
| 9                 | Dragona    | Como tú – Efecto Pasillo & Edurne          | Ausgeschieden |

|                   | Kostüm     | Lied, Originalinterpret                     | Ergebnis      |
| ----------------- | ---------- | ------------------------------------------- | ------------- |
| 1                 | Erizo      | Por la boca vive el pez – Fito & Fitipaldis | Gewonnen      |
| 2                 | Monstruita | Me Enamoré – Shakira                        | Gewonnen      |
| 3                 | Cocodrilo  | You Shook Me All Night Long – AC/DC         | Vielleicht    |
|                   |            |                                             |               |
| 4                 | Paella     | Dear Future Husband – Meghan Trainor        | —             |
|                   |            |                                             |               |
| 5                 | Plátano    | Chica Ideal – Sebastián Yatra & Guaynaa     | Vielleicht    |
| 6                 | Huevo      | Last Friday Night (T.G.I.F.) – Katy Perry   | Gewonnen      |
| Zweiter Durchgang |            |                                             |               |
| 7                 | Cocodrilo  | Purple Rain – The Revolution                | Ausgeschieden |
| 8                 | Plátano    | Wonderwall – Oasis                          | Gewonnen      |

|                   | Kostüm        | Lied, Originalinterpret                                 | Ergebnis      |
| ----------------- | ------------- | ------------------------------------------------------- | ------------- |
| 1                 | Monstruita    | La niña que llora en tus fiestas – La Oreja de Van Gogh | Ausgeschieden |
| 2                 | Huevo         | Tusa – Karol G & Nicki Minaj                            | Gewonnen      |
| 3                 | Plátano       | Bohemian Rhapsody – Queen                               | Gewonnen      |
| 4                 | Erizo         | La Mordidita – Ricky Martin feat. Yotuel Romero         | Gewonnen      |
|                   |               |                                                         |               |
| 5                 | Dama Centella | Don’t Stop the Music – Rihanna                          | –             |
| Erster Durchgang  |               |                                                         |               |
| 6                 | Huevo         | Magic – Kylie Minogue                                   | Dritter Platz |
| 7                 | Plátano       | Treat You Better – Shawn Mendes                         | Gewonnen      |
| 8                 | Erizo         | Como si fueras a morir mañana – Leiva                   | Gewonnen      |
| Zweiter Durchgang |               |                                                         |               |
| 9                 | Erizo         | Princesas – Pereza                                      | Gewinner      |
| 10                | Plátano       | Hecha Pa’ Mi – Boza                                     | Zweiter Platz |

## Staffel 3 (2023)

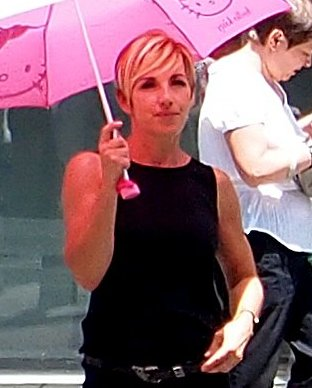
Ana Torroja, Siegerin der dritten Staffel

Die dritte Staffel wurde vom 10. Mai bis zum 5. Juli 2023 auf Antena 3 ausgestrahlt. Arturo Valls kehrte in der dritten Staffel als Gastgeber zurück, ebenso wie die Diskussionsteilnehmer Javier Calvo und Javier Ambrossi. Die anderen beiden Diskussionsteilnehmer, José Mota und Paz Vega, setzten die Show nicht fort und wurden durch die Sängerin Mónica Naranjo und die Schauspielerin Ana Obregón ersetzt. TV-Moderator Roberto Leal und Schauspielerin Anabel Alonso waren in Folge 5 und 6 Gastdiskussionsteilnehmer.

### Jury
| Folge | Ständige Juroren | Ständige Juroren | Ständige Juroren | Ständige Juroren | Gastjuror     |
| ----- | ---------------- | ---------------- | ---------------- | ---------------- | ------------- |
| 1     | Javier Calvo     | Javier Ambrossi  | Ana Obregón      | Mónica Naranjo   | —             |
| 2     | Javier Calvo     | Javier Ambrossi  | Ana Obregón      | Mónica Naranjo   | —             |
| 3     | Javier Calvo     | Javier Ambrossi  | Ana Obregón      | Mónica Naranjo   | —             |
| 4     | Javier Calvo     | Javier Ambrossi  | Ana Obregón      | Mónica Naranjo   | —             |
| 5     | Javier Calvo     | Javier Ambrossi  | Ana Obregón      | Mónica Naranjo   | Roberto Leal  |
| 6     | Javier Calvo     | Javier Ambrossi  | Ana Obregón      | Mónica Naranjo   | Anabel Alonso |
| 7     | Javier Calvo     | Javier Ambrossi  | Ana Obregón      | Mónica Naranjo   | —             |
| 8     | Javier Calvo     | Javier Ambrossi  | Ana Obregón      | Mónica Naranjo   | —             |

### Teilnehmer
Für diese Staffel wurden insgesamt zwölf Masken angekündigt, wobei „Alienígenas“ das erste Duo war, das an der spanischen Fassung teilnahm. Vier weitere Masken, die nicht im Voraus angekündigt wurden, kamen nach den ersten Ausscheidungen zur Show.
| Platz | Kostüm                          | Person                  | Bekannt als           | Aus in Folge | Quelle |
| ----- | ------------------------------- | ----------------------- | --------------------- | ------------ | ------ |
| 1     | Ratita (Kleine Ratte)           | Ana Torroja             | Sängerin              | 8            |        |
| 1     | Gorila (Gorilla)                | Fernando Morientes      | Fußballspieler        | 8            |        |
| 3     | Caballito de Mar (Seepferdchen) | Sabrina Salerno         | Sängerin              | 8            |        |
| 4     | Gallo (Hahn)                    | Paco Tous               | Schauspieler          | 8            |        |
| 5     | Hada (Fee)                      | Alaska                  | Sängerin              | 7            |        |
| 6     | Bebé (Baby)                     | Dulceida                | Influencerin          | 7            |        |
| 7     | Cupcake (Muffin)                | Ana Milán               | Schauspielerin        | 6            |        |
| 8     | Alienígenas (Aliens)            | Miguel Torres           | Fußballspieler        | 5            |        |
| 8     | Alienígenas (Aliens)            | Paula Echevarría        | Schauspielerin, Model | 5            |        |
| 9     | Banderilla                      | Naty Abascal            | Model                 | 4            |        |
| 10    | Sirena (Sirene)                 | Bo Derek                | Schauspielerin, Model | 4            |        |
| 11    | Esqueleto (Skelett)             | Feliciano López         | Tennisspieler         | 3            |        |
| 12    | Tigre (Tiger)                   | El Rubius               | YouTuber              | 3            |        |
| 13    | Gnomo (Gnom)                    | José Ramón de la Morena | SportJournalist       | 2            |        |
| 14    | Matrioska (Matrjoschka)         | Valeria Mazza           | Model                 | 2            |        |
| 15    | Arlequín (Harlequin)            | Tory Spelling           | Schauspielerin        | 1            |        |
| 16    | Pharaona (Pharaonin)            | Arantxa Sánchez Vicario | Tennisspielerin       | 1            |        |

### Folgen
|   | Kostüm           | Lied, Originalinterpret                            | Ergebnis      |
| - | ---------------- | -------------------------------------------------- | ------------- |
| 1 | Caballito de Mar | I Kissed A Girl – Katy Perry                       | Gewonnen      |
| 2 | Aliens           | Cold Heart – Dua Lipa & Elton John                 | Gewonnen      |
| 3 | Pharaona         | La Niña De La Escuela – Lola Índigo, Belinda &Tini | Ausgeschieden |
|   |                  |                                                    |               |
| 4 | Tiger            | Beggin’ – Måneskin                                 | Gewonnen      |
| 5 | Skelett          | Bienvenidos – Miguel Ríos                          | Gewonnen      |
| 6 | Harlequin        | Title – Meghan Trainor                             | Ausgeschieden |

|   | Kostüm     | Lied, Originalinterpret                     | Ergebnis      |
| - | ---------- | ------------------------------------------- | ------------- |
| 1 | Muffin     | Nada que perder – Pignoise                  | Gewonnen      |
| 2 | Sirene     | Shake It Off – Taylor Swift                 | Gewonnen      |
| 3 | Matrioska  | Bad Habits – Ed Sheeran                     | Ausgeschieden |
|   |            |                                             |               |
| 4 | Gnom       | Clavado en un Bar – Maná                    | Ausgeschieden |
| 5 | Gorilla    | Tacones Rojos – Sebastian Yatra             | Gewonnen      |
| 6 | Banderilla | A far l’amore comincia tu – Raffaella Carrà | Gewonnen      |

|   | Kostüm       | Lied, Originalinterpret             | Ergebnis      |
| - | ------------ | ----------------------------------- | ------------- |
| 1 | Kleine Ratte | Strong Enough – Cher                | Gewonnen      |
| 2 | Tiger        | Todo de Ti – Rauw Alejandro         | Ausgeschieden |
| 3 | Aliens       | Nunca debí enamoarme – Camela       | Gewonnen      |
|   |              |                                     |               |
| 5 | Seepferdchen | Don’t Start Now – Dua Lipa          | Gewonnen      |
| 6 | Skelett      | Loco – Justin Quiles                | Ausgeschieden |
| 7 | Hahn         | Da Ya Think I′m Sexy? – Rod Stewart | Gewonnen      |

|   | Kostüm     | Lied, Originalinterpret        | Ergebnis      |
| - | ---------- | ------------------------------ | ------------- |
| 1 | Baby       | Forever Young – Alphaville     | Gewonnen      |
| 2 | Gorilla    | Friday – Riton & Nightcrawlers | Gewonnen      |
| 3 | Sirene     | La Dolce Vita – Soraya         | Ausgeschieden |
|   |            |                                |               |
| 4 | Muffin     | Amante Bandido – Miguel Bosé   | Gewonnen      |
| 5 | Banderilla | Kesi – Camilo                  | Ausgeschieden |
| 6 | Fee        | Don't Go Yet – Camila Cabello  | Gewonnen      |